# Rumänische Eishockeyliga 2015/16
Die Saison 2015/16 war die 85. Spielzeit der rumänischen Eishockeyliga, der höchsten rumänischen Eishockeyspielklasse. Meister wurde der CSM Dunărea Galați, der im Playoff-Finale den Hauptrunden-Sieger HSC Csíkszereda mit 4:2 Siegen bezwang. Für den Klub aus der Region Moldau war es der zweite Meistertitel.

## Teilnehmer
- ASC Corona 2010 Brașov (MOL Liga)
- Steaua Bukarest
- CS Progym Gheorgheni
- CSM Dunărea Galați
- HSC Csíkszereda (MOL Liga)
- Sportul Studențesc

## Modus
In der Hauptrunde absolvierte jede der sechs Mannschaften insgesamt 40 Spiele. Die vier bestplatzierten Mannschaften qualifizierten sich für das Playoff-Halbfinale. Die beiden übrigen Teams spielten Platz fünf und sechs aus. Das Playoff-Halbfinale wurde im Modus Best-of-Five, das Finale im Modus Best-of-Seven ausgespielt. Für einen Sieg nach regulärer Spielzeit erhielt jede Mannschaft drei Punkte, bei einem Sieg nach Overtime gab es zwei Punkte, bei einem Unentschieden einen Punkt und bei einer Niederlage nach regulärer Spielzeit null Punkte.

## Hauptrunde
|    | Klub                   | Sp | S  | OTS | OTN | N  | Tore    | Punkte |
| -- | ---------------------- | -- | -- | --- | --- | -- | ------- | ------ |
| 1. | HSC Csíkszereda        | 40 | 28 | 4   | 1   | 7  | 304:101 | 93     |
| 2. | CSM Dunărea Galați     | 40 | 21 | 4   | 3   | 12 | 257:149 | 74     |
| 3. | ASC Corona 2010 Brașov | 40 | 23 | 1   | 2   | 14 | 195:153 | 73     |
| 4. | Steaua Bukarest        | 40 | 19 | 0   | 5   | 16 | 288:148 | 62     |
| 5. | CS Progym Gheorgheni   | 40 | 18 | 2   | 0   | 20 | 250:175 | 58     |
| 6. | Sportul Studențesc     | 40 | 0  | 0   | 0   | 40 | 067:635 | 0      |

Sp = Spiele, S = Siege, OTS = Siege nach Overtime, OTN = Niederlagen nach Overtime, N = Niederlagen
Erläuterungen: Playoff-Teilnehmer

## Playoffs

### Serie um Platz 5
Die Spiele um Platz 5 wurden im Modus Best-of-Five ausgetragen.
1. Runde: 24. März 2016

2. Runde: 25. März 2016

3. Runde: 26. März 2016
|                      | Serie |                    | 1    | 2    | 3    | 4 | 5 | Gesamt |
| CS Progym Gheorgheni | 3:0   | Sportul Studențesc | 14:2 | 12:1 | 15:3 | − | − | 41:6   |

### Halbfinale
Die Halbfinalespiele wurden im Modus Best-of-Five ausgetragen.
1. Runde: 14. März 2016

2. Runde: 15. März 2016

3. Runde: 17. März 2016

4. Runde: 18. März 2016
|                    | Serie |                        | 1   | 2   | 3   | 4   | 5 | Gesamt |
| HSC Csíkszereda    | 3:0   | Steaua Bukarest        | 6:3 | 7:3 | 5:1 | −   | − | 18:7   |
| CSM Dunărea Galați | 3:1   | ASC Corona 2010 Brașov | 4:3 | 3:6 | 3:2 | 5:1 | − | 15:12  |

### Serie um Platz 3
Die Spiele um Platz 3 wurden im Modus Best-of-Five ausgetragen.
1. Runde: 22. März 2016

2. Runde: 23. März 2016

3. Runde: 25. März 2016

4. Runde: 26. März 2016
|                 | Serie |                        | 1   | 2   | 3   | 4   | 5 | Gesamt |
| Steaua Bukarest | 1:3   | ASC Corona 2010 Brașov | 1:3 | 8:2 | 4:6 | 4:5 | − | 17:16  |

### Finale
Die Finalspiele wurden im Modus Best-of-Seven ausgetragen.
1. Runde: 22. März 2016

2. Runde: 23. März 2016

3. Runde: 25. März 2016

4. Runde: 26. März 2016

5. Runde: 29. März 2016

6. Runde: 1. April 2016
|                 | Serie |                    | 1   | 2   | 3   | 4   | 5   | 6   | 7 | Gesamt |
| HSC Csíkszereda | 2:4   | CSM Dunărea Galați | 1:4 | 5:6 | 1:4 | 4:2 | 5:4 | 3:4 | − | 19:24  |